# Mort de Salvador Allende

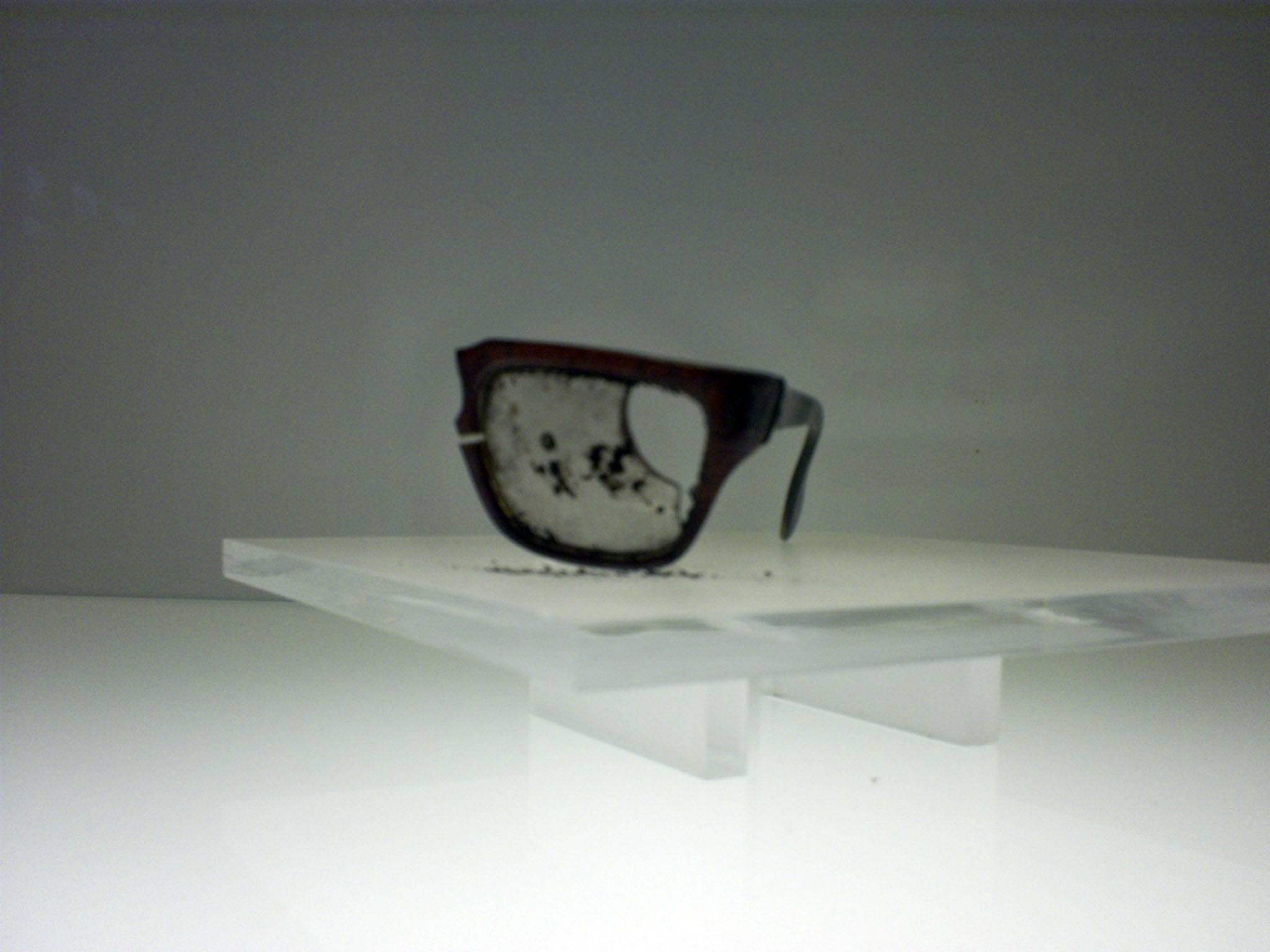
Ulleres del president de Xile Salvador Allende, trobats en el Palau de la Moneda, després del bombardeig de 1973.

La mort de Salvador Allende va tenir lloc el dimarts 11 de setembre de 1973 durant el cop d'estat comandat pel general Augusto Pinochet. Des de llavors, les circumstàncies en què va morir el president de Xile han causat controvèrsia ja que la versió oficial de la Junta Militar era que s'havia tractat d'un suïcidi va ser descartada inicialment pels seus seguidors.
En l'actualitat, tant la justícia xilena com l'opinió majoritària —incloent-hi la família Allende—, corrobora la tesi del suïcidi, no obstant això, encara existeixen dubtes pel que fa als esdeveniments que van portar a la seva mort. Part de la població sosté que segueix sent homicidi, atès que el tret fet pel mateix Allèn hauria estat forçat com a mètode de protecció. La seva mort es va considerar en tribunals nord-americans com a homicidi a l'hora d'avaluar si corresponia el pagament de l'assegurança de vida. Oficialment, la causa de mort va ser suïcidi.

## Esdeveniment històric

### Antecedents

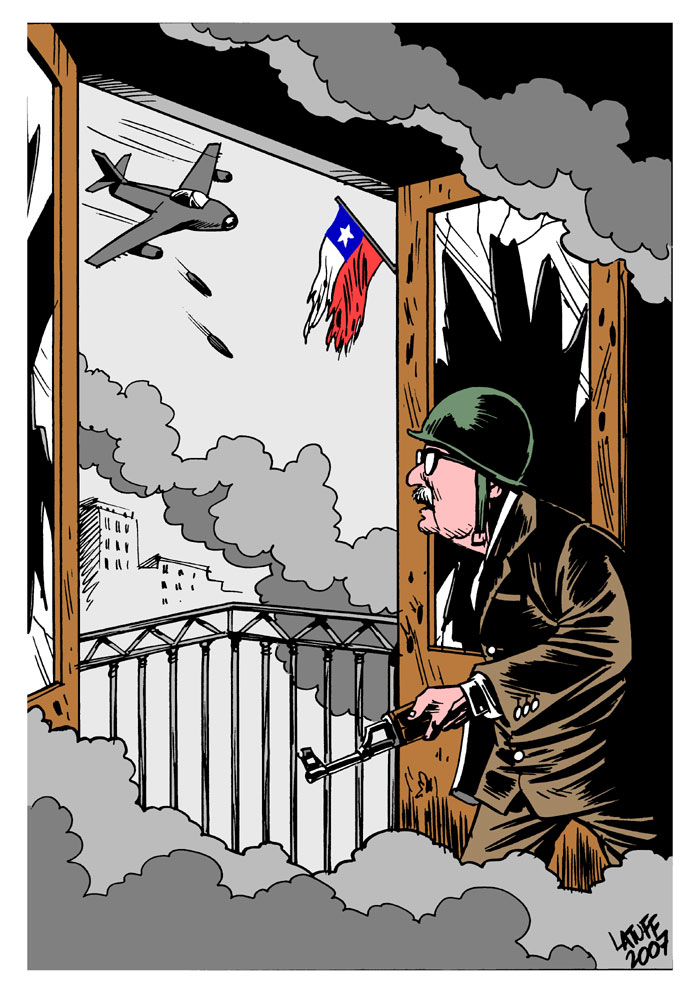
Caricatura de Carlos Latuff, titulada "11 September 1973".

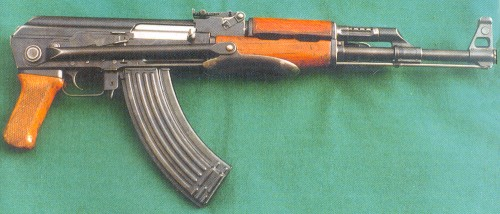
Fusell d'assalt AK-47 rus, de culata plegable, del mateix tipus que va usar Allende per suïcidar-se.

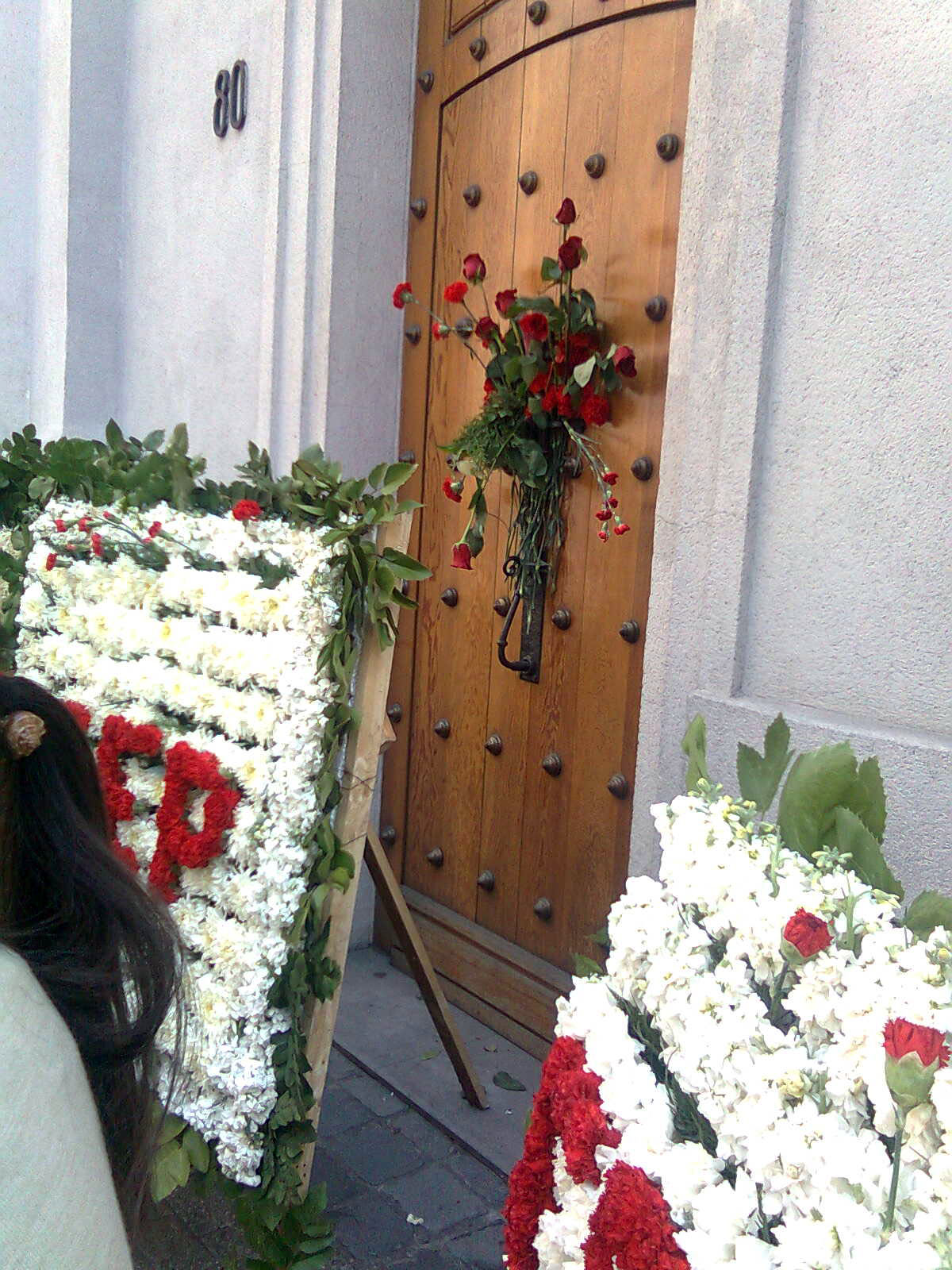
Flors a la porta de Morandé 80, l'11 de setembre de 2009. Per aquesta porta va ser tret el cadàver d'Allende i tapiada per ordre de Pinochet durant la restauració de la Moneda i reoberta en 2003 pel president Ricardo Lagos.

Just abans de la presa del Palau de la Moneda pels militars colpistes l'11 de setembre de 1973, el president Allèn va realitzar la seva última al·locució al poble xilè a través de Radio Magallanes, enmig d'un rerefons audible d'explosions i trets. En aquest discurs, Allende va parlar del seu amor per Xile i de la seva profunda fe en el seu futur. Va sostenir que el seu compromís amb el seu país no li permetia prendre una sortida fàcil i ser usat com una eina de propaganda pels qui va cridar «traïdors». Així, el negar-se a acceptar una oferta d'un pas segur —com sí ho va fer Carlos Altamirano Orrego— implicava que tenia la intenció de lluitar fins al final. Poc després, Allende va ser trobat mort. En 1971, Allende havia expressat «Jo compliré el meu mandat. Hauran d'abtrem a bales perquè deixi d'actuar...».

### Autòpsia
El cadàver d'Allende va arribar a l'Hospital Militar prop de les 17.30 hores. Immediatament va ser portat al pavelló de cirurgia del Departament d'Otorinolaringologia. El van deixar en la mateixa llitera de lona de campanya, li van treure el chamanto i ho van col·locar en posició de cúbit dorsal. Poc després, van entrar els quatre caps de sanitat de les Forces Armades: José Rodríguez Véliz, representant de l'Exèrcit, qui havia estat company del president Allende en la Facultat de Medicina de la Universitat de Xile; Mario Bórquez Montero, de la Força Aèria, Luis Veloso, de Carabiners, i Miguel Versin Castelló, de l'Armada. Els quatre havien de ratificar, a instàncies de la Primera Fiscalia Militar, que estaven davant el mateix home que amb prou feines unes hores enrere havia dit, a través de radi Magallanes, que el seu sacrifici no seria en va.

En un altre sector de Santiago, perits d'Investigació a càrrec de Luis Raúl Cavada Ebel, cap del Laboratori de Policia Tècnica, reconstruïen la mort d'un home en La Moneda sobre la base de croquis i un estudi del cos. L'informe va ser signat per Cavada Ebel, Jorge Quiroga Mardones, Carlos Davidson i Jorge Almazabal. Els autors van conservar notes i registres, però l'informe oficial es va guardar en caixa de set claus fins a arribar, molts anys després, a alliberar-se. Allí pot llegir-se el següent:
| « | Al lado izquierdo del cadáver y sobre el sofá se encontraba un cargador de arma automática sin munición y un casco con las iniciales «J.M.F.» en una de las cintas interiores de suspensión. Próximo al cargador y sobre el sofá, hay una porción de masa encefálica. Otra porción se encuentra sobre una alfombra próxima al sofá y pequeños restos de la misma materia dispersos en diferentes lugares del salón. El gobelino colocado en el muro detrás del sofá, presenta dos orificios correspondientes a perforaciones por paso de proyectiles que finalmente inciden en el muro […] Estimamos que la posición más probable que pudo haber para el cuerpo y el arma en el momento del disparo, ha podido ser una semejante a la que, en forma esquemática está representada gráficamente en el croquis N° 14.256, en el cual la persona está sentada en el sofá, con cierta inclinación hacia delante, sosteniendo el extremo superior del cañón con la mano izquierda, la boca del arma casi en contacto con el mentón y accionando el disparador con la mano derecha. Es posible, en consideración a los dos impactos de la pared y la apreciación superficial de la herida de entrada, que haya existido una sucesión rápida de dos disparos […] 3.1. La muerte del señor Salvador Allende Gossens, se produjo como consecuencia de una herida a bala que tiene su entrada en la región mentoniana y su salida en la región parietal izquierda […] 3.2. […] El hecho tiene las características de un suicidio. En consecuencia, se descarta la posibilidad de homicidio. | » |

Els doctors Tomás Tobar Pinochet, de l'Institut Mèdic Legal, i José Luis Vásquez van iniciar l'autòpsia del cadàver a les 20 hores. Van ser assistits al llarg de quatre hores per l'auxiliar especialitzat, Mario Cornejo Rom. Una vegada que van finalitzar, els quatre caps de sanitat de les institucions castrenses van supervisar l'última de les tasques: el cos de Salvador Allende va ser dipositat en un taüt i segellat en la seva presència. Les conclusions de l'autòpsia es van conservar per 27 anys com a «Secret d'Estat»:
| « | Cadáver de sexo masculino se presenta vestido con ropas en relativo orden, estando el abrigo sobrepuesto, el que presenta manchas de sangre e impregnación de sustancia cerebral atraicionada en su delantero derecho, manga de este lado y en su parte interna posterior. También se observa las mismas manchas, en forma de salpicaduras, en el lado izquierdo del cuello... Las ropas interiores también se presentan profusamente impregnadas de sangre... Los pulpejos de los dedos de ambas manos se presentan impregnados de tinta morada de tampón para tomar las impresiones digitales. | » |

Després d'una detallada descripció dels danys que van provocar els projectils en el rostre, així com de la seva trajectòria, es va determinar que:
| « | La causa de la muerte es la herida a bala cérvico-buco-cráneo-encefálica reciente, con salida de proyectil... El disparo corresponde a los llamados «de corta distancia» en medicina legal... El disparo ha podido ser hecho por la propia persona. | » |

Segons la perícia, el cos no presentava rastres d'alcohol —la premsa permesa pels militars va insistir, no obstant això, en el contrari, i per fer-ho més gràfic va al·ludir a la troballa en La Moneda d'ampolles buides i semibuides del seu whisky preferit, Chivas Regal. Allende va estar «desaparegut» durant un any i deu mesos; la seva mort va quedar acabada d'inscriure en el Registre Civil d'Independència el 7 de juliol de 1975 sota el número 593.

### Tesi oficial
Un anunci oficial va declarar que Allèn s'havia suïcidat amb un fusell d'assalt i una primera autòpsia va classificar la seva mort com un suïcidi. Segons el règim «l'arma usada» per Allende per cometre suïcidi va ser un fusell d'assalt AK-47 que li havia regalat Fidel Castro i que portava gravada una placa daurada que deia «A Salvador Allende, del seu company d'armes, Fidel Castro».
La versió del suïcidi és la més acceptada en l'actualitat i es basa a les declaracions atorgades per dos metges de la infermeria del Palau de la Moneda que haurien presenciat el suïcidi: el Dr. Patricio Guijón, qui va fer una declaració sobre aquest tema en aquella època, i el Dr. José Quiroga que només va confirmar aquesta versió molts anys després.

### Teoria alternativa
Malgrat la tesis oficial, molts han dubtat d'ella i han cregut que la mort d'Allende va succeir a mans de terceres persones. En un discurs realitzat dies després del cop d'Estat, Fidel Castro va dir que Allende havia sigut assassinat per l'Exèrcit en mitg del combat produït en el Palau. No obstant, Castro va manifestar públicament el 2002 acceptar la possibilitat del suïcidi d'Allende.

### Suïcidi assistit
El 2011 l'escriptor Camilo Taufic va realitzar una recerca després de la qual va afirmar que Allende hauria mort producte d'un suïcidi assistit. Taufic es va basar en una recerca de 2008 realitzada per l'expert forense Luis Ravanal, qui havia manifestat discrepàncies entre la història oficial i les ferides trobades al cadàver. Segons Taufic, Allende hauria utilitzat una pistola que guardava en el seu escriptori i s'hauria disparat sota l'ull dret, errant el tir i quedant malferit; en aquest instant, Enrique Horta, un dels seus escortes del GAP, li hauria disparat en el crani amb el seu fusell, complint amb la promesa feta al president Allèn de no deixar-lo viu en mans dels militars colpistes. El general Javier Palacios, qui va arribar al Palau de la Moneda amb el fi d'arreglar la presentació de la mort d'Allende, segons Taufic, hauria convençut als metges que acompanyaven a Allende de presentar la seva mort com un suïcidi sense assistència a condició que corroboressin que l'arma usada era el fusell AK-47 que guardava el president Allende en la seva llar i que era regal del mandatari cubà Fidel Castro.
El metge forense Luis Ravanal i el periodista Francisco Marín van presentar una recerca en el llibre Allende, jo no em rendiré (2013), on es revelen testimonis que asseguren que el president Allende va lluitar «fins a les últimes conseqüències». En el llibre es presenten proves tanatológicas que no s'han difós en la premsa i que reconfiguran la versió de la seva mort. L'especialista va indicar que «l'altre gran descobriment i aportació que comprova la nostra tesi que Allende no es va suïcidar té relació amb l'informe pericial químic realitzat per l'expert químic, Leonel Liberona Tobar, l'informe 298 de 2011, on s'assenyala que en la mostra número 3 de la zona del front va poder descobrir importants residus de pólvora que corresponen a un tret fet a curta distància; aquest tret fet a la zona del front és concordant amb l'orifici de sortida descrit en l'autòpsia de 1973».

## Procés judicial
El 27 de gener de 2011 es va informar de la recerca, per primera vegada a la justícia, de la mort de Salvador Allende. El jutge xilè Mario Carrossa va ser l'encarregat d'investigar les circumstàncies de la mort de l'expresident. El cas va ser obert després que la fiscal judicial Beatriz Pedrals presentés 726 querelles per casos de víctimes de violació dels drets humans comesos durant la Dictadura militar xilena, entre els quals es troba la mort d'Allèn.

### Exhumació
El maig de 2011 va començar una nova exhumació del cadàver d'Allende per intentar establir, en paraules del metge forense Francisco Etxeberria, «la manera de la mort o les circumstàncies que van envoltar a la mateixa».
Per ordre del jutge Carrossa, el 23 de maig les restes van ser exhumades per perits de la Policia de Recerques i del Servei Mèdic Legal dirigits pel Dr. Patrici Busts, director nacional del Servei Mèdic Legal de Xile, participant, a més, experts estrangers, acompanyats per alguns dels familiars d'Allende i la premsa.
El 19 de juliol del mateix any, va ser lliurat el resultat dels estudis de l'exhumació, que van confirmar la teoria oficial del suïcidi del president Allende com a causa de la seva mort. Segons els experts, la presència de dues sortides de bala es deurien al fet que l'arma estava en estat automàtic. El forense Francisco Etxeberria, que va participar en la nova autòpsia, va declarar que «sobre la base d'arguments tècnics i científics podem assegurar que la mort del president Salvador Allende es va produir com a conseqüència directa d'un tret realitzat sota la barbeta que li va produir la destrucció del cap i la mort immediata, la qual cosa interpretem com a suïcida des de la perspectiva forense».